# 安德魯·休斯
安德魯·休斯（Andrew Hughes，1911年5月24日—1996年）出生於土耳其的日本電影演員，原名安德烈·休斯，原為土耳其商人，後來在日本成為一名演員。根據記載他有演過希特勒、羅澤德斯特凡斯基和麥克阿瑟這些角色。

## 電影作品
- 大東亞戰爭與國際審判（1959年，導演：小森白）：麥克阿瑟將軍
- 暗黑街的顏役（1959年，導演：岡本喜八）：賭場的客人
- 潛艇イ-57號不投降（1959年，導演：松林宗惠）：外交官
- 宇宙大戰爭（1959年，導演：本多豬四郎）：會議出席者
- 香港白薔薇（1965年，導演：福田純）：傑克·摩根
- 大冒險（1965年，導演：古澤憲吾）：希特勒
- 海底大戰爭 （1966年）：霍華德教授
- 黄金蝙蝠 （1966年）：珍珠博士
- 瘋狂的黄金作戰（1967年，導演：坪島孝）：黃金小子
- 金剛的逆襲（1967年。導演：本多豬四郎）：國聯新聞記者
- 瘋狂的怪盗吉巴寇（1967年，導演：坪島孝）：安卡·胡內
- 亂雲（1967年，導演：成瀬巳喜男）：加拿大男子
- 100發100中 黃金之眼（1968年，導演：福田純）：費勒石
- 怪獸總進擊（1968年，導演：本多豬四郎）：斯蒂芬森博士
- 日本一の裏切り男（1968年，導演：須川榮三）：麥克阿瑟將軍
- 瘋狂的大爆發（1969年，導演：古澤憲吾）：Z先生
- 紐西蘭的若大將（1969年，導演：福田純）：約翰·奧哈拉
- 日本海大海戰（1969年，導演：丸山誠治）：羅澤德斯特凡斯基司令官
- 戦後秘話　宝石略奪(1970年，導演：中島貞夫）
- 虎!虎!虎! （1970年，20世紀福斯）： 駐日大使館員
- だまされて貰います（1971年，導演：坪島孝）：帝國汞齊工藝社社長
- 日本沉没（1973年，導演：森谷司郎）：澳大利亞首相
- 特異功能大作戰（1974年，導演：福田純監督）：P･B先生
- 不毛地帶（1976年 ，導演：山本薩夫）：幸運社社長
- 再見木星（1984年，導演：橋本幸治）